# Playa Gurteen
Playa Gurteen (en irlandés: Trá na Feadóige; inglés: Gurteen Beach) está ubicada en Roundstone, Condado de Galway, en la región de Connemara, al oeste de la República de Irlanda. El nombre Gurteen, deriva de la palabra irlandesa Goirtín, que significa «pequeña parcela» o «campo pequeño».
El área es de importancia internacional por sus raras e interesantes características ecológicas, geológicas y arqueológicas. La arena y los hábitats de pastizales son de particular interés. La arena no se formó a partir de rocas, sino más bien a partir de conchas de diminutas criaturas marinas conocidas como foraminíferos.